# One Shot (singolo)
One Shot è un singolo del rapper statunitense YoungBoy Never Broke Again pubblicato il 18 giugno 2020.

## Video musicale
Il videoclip ufficiale è stato pubblicato sul canale ufficiale del rapper.

## Tracce
1. One Shot – 3:24